# Wiłowatoje
Wiłowatoje (ros. Виловатое) – wieś (sieło) w Rosji, w obwodzie samarskim, w rejonie bogatowskim. W 2010 liczyła 870 mieszkańców.

## Urodzeni
- Rodion Akulszyn – radziecki pedagog, publicysta i pisarz, kolaborant III Rzeszy.